# Žutorepi vunasti majmun
Žutorepi vunasti majmun (lat. Oreonax flavicauda) je kritično ugrožena vrsta primata iz monotipnog roda Oreonax. Prije je bio član roda Lagothrix zajedno s ostalim vunastim majmunima, sve dok nije 2001.  premješten u samostalni rod, iako ranija i opsežnija istraživanja upućuju da je to pogrešno.

## Opis
Žutorepi vunasti majmun je najveći perunaski endemski sisavac; odrasle jedinke mogu doseći dužinu tijela do 54 centimetra, a rep je duži od tijela sa 63 centimetra. Krzno mu je gusto i vunasto, kao prilagodba hladnim oblačnim šumama. Boja krzna je tamna mahagoni, sa žutom stražnjom površinom repa i bjelkastim dijelom njuške. Prosječna težina ženki je 5.7 kilograma, a mužjaka 8.3 kilograma. Ima snažan prehenzilni rep koji je sposoban podupirati cijelo tijelo dok se životinja hrani, te mu pomaže pri kretanju.

## Ishrana i ponašanje
Ishrana mu je uglavnom frugivorna, ali osim plodova često jede i listove, cvjetove, te kukce. Arborealna je životinja, vrijeme uglavnom provodi na drvetu, a aktivan je isključivo tijekom dana. Živi u manjim mješovitim grupama, te je poligamna životinja.

## Rasprostranjenost i stanište
Može se naći isključivo na području peruanskih Anda, u pokrajinama Amazonas i San Martin, kao i na pograničnim mjestima u regijama La Libertad, Huanuco i Loreto. Živi u planinskim oblačnim šumama na nadmorskoj visini između 1500 i 2700 metara odlikovanih strmim tjesnacima.

## Vanjske poveznice
|  | Zajednički poslužitelj ima još gradiva o temi Žutorepi vunasti majmun |
|  | Wikivrste imaju podatke o taksonu Žutorepi vunasti majmun             |

- Fotografije žutorepog vunastog majmuna
- IUCN Crveni popis ugroženih vrsta  Arhivirana inačica izvorne stranice od 2. veljače 2012. (Wayback Machine)